# Luc-en-Diois
Luc-en-Diois é uma comuna francesa na região administrativa de Auvérnia-Ródano-Alpes, no departamento de Drôme. Estende-se por uma área de 23,49 km². Em 2010 a comuna tinha 535 habitantes (densidade: 22,8 hab./km²).
Era chamada de Luco Augusto (em latim: Lucus Augustus) durante o período romano.